# Polyxenida
Los polixénidos (Polyxenida) es un orden de artrópodos miriápodos diplópodos, que se caracterizan por su cuerpo suave, no calcificado y jalonado por manojos de setas o pelos. Hay al menos 86 especies existentes clasificadas en cuatro familias y son los únicos miembros vivos de la subclase Penicillata.

## Descripción
Los polixénidos difieren de otros milpiés por tener un exoesqueleto suave y no calcificado con de pelos o setas, por tener pocas patas (no más de 17 pares) y por la ausencia de apéndices copulatorios en los machos. Los individuos son pequeños, de entre dos y cinco milímetros y con una longitud máxima de siete, y viven en hendiduras de las cortezas.

## Defensa
Estos milpiés peludos carecen de las defensas químicas y del exoesqueleto duro y calcificado de otros diplópodos, por lo que utilizan en su lugar un único sistema defensivo: sus distintivos pelos o setas dispuestos en penachos o series que se pueden separar fácilmente y enredarse en los miembros y la boca de insectos depredadores.

## Reproducción
Los machos carecen de los apéndices modificados de transferencia de esperma (gonópodos) que se encuentran en la mayoría de los demás grupos de diplópodos, por ello la transferencia de esperma es indirecta: los machos depositan un espermatóforo que es recogido posteriormente por las hembras.
Muchas especies de este orden se reproducen asexualmente mediante partenogénesis, esto es, las hembras ponen huevos sin apareamiento y los machos no están presentes o son raros.

## Clasificación

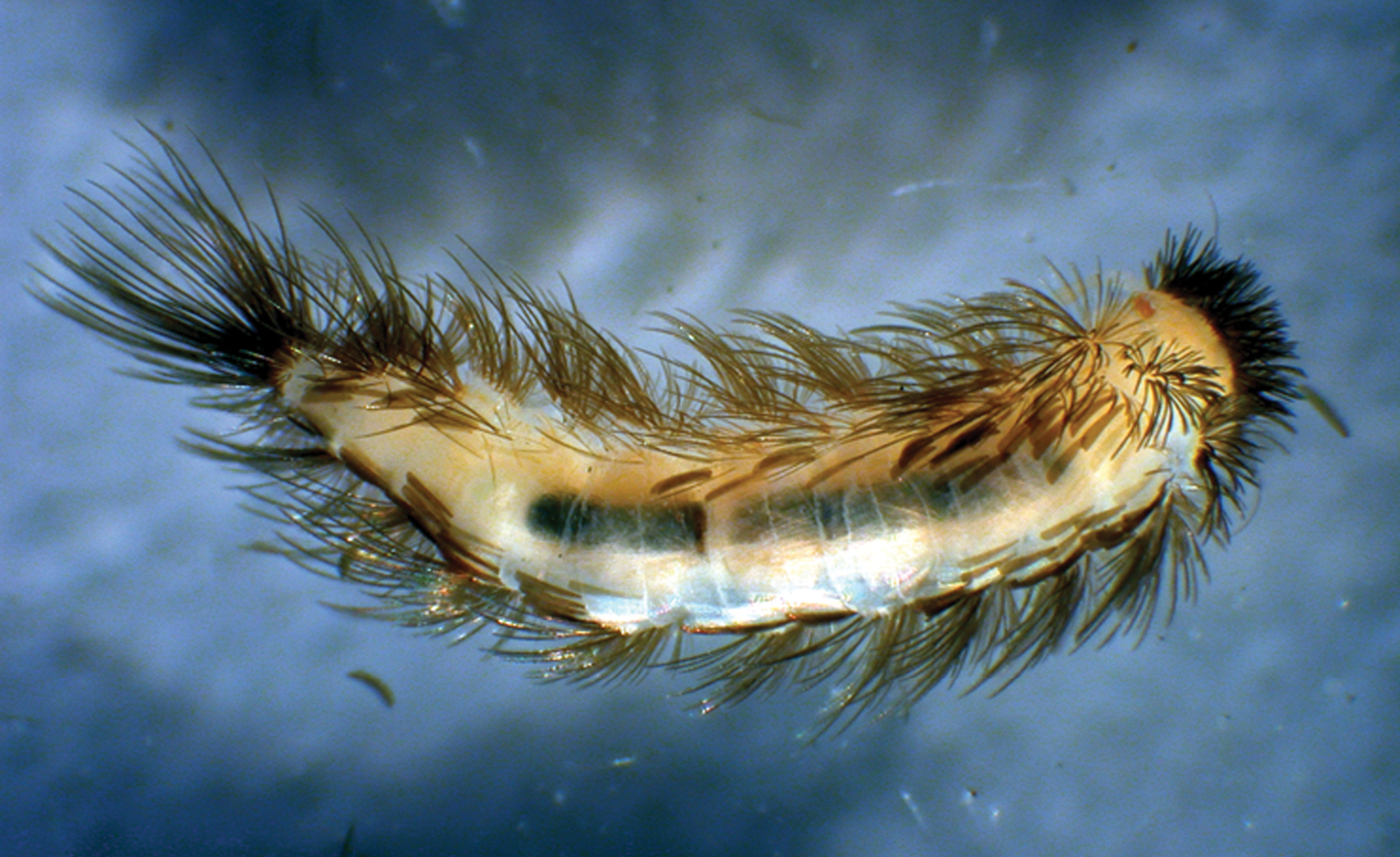
Phryssonotus brevicapensis (Synxenidae), una especie de Sudáfrica descrita en 2011.

Polyxenida es el único orden existente de la subclase Penicillata, la subclase basal de los diplópodos. Penicillata es el grupo hermano de todos los demás diplópodos vivientes: las infraclases Pentazonia y Helminthomorpha).
En 2003 Polyxenida contenía 159 especies o subespecies válidas, aunque al menos ocho nuevas especies se han descrito desde 2010.
- Superfamilia Polyxenoidea Lucas, 1840
  - Hypogexenidae Schubart, 1947
  - Lophoproctidae Silvestri, 1897
  - Polyxenidae Lucas, 1840
- Superfamilia Synxenoidea Silvestri, 1923
  - Synxenidae Silvestri, 1923

## Registro fósil
Los primeros fósiles representantes de Polyxenida se encontraron en ámbar en el Líbano y datan del período Cretácico inferior. Algunos autores colocan los órdenes extintos Arthropleurida y Eoarthropleurida (cada uno representado por un único género) dentro de Penicillata como grupo hermano de Polyxenida.